# 厄尼·帕克
厄尼·帕克（英語：Ernie Parker，1883年11月5日—1918年5月2日），澳大利亚男子板球、网球运动员。他曾获得澳大利亚网球公开赛男子单打冠军、男子双打冠军。他于第一次世界大战期间去世。